# USS Екселсиор
USS Екселсиор (от латински: „все по-нагоре“) е федерален космически кораб във вселената на Стар Трек. Макар за първи път той да е представен в игралния филм Стар Трек III: В търсене на Спок, като впоследствие може да се види за кратко и в Стар Трек IV: Пътуване към вкъщи, Екселсиор има най-значимо присъствие в Стар Трек VI: Неоткритата страна. Корабът също се появява и през 1996 г. в един епизод от сериала Стар Трек: Вояджър.
Екселсиор е прототипът на едноименния клас тежки крайцери, чиито представители редовно участват в различни епизоди от сериалите на тема Стар Трек, включително в Стар Трек: Следващото поколение и Стар Трек: Космическа станция 9. Представеният в Стар Трек VII: Космически поколения USS Ентърпрайз (NCC-1701-B), третият по ред кораб носещ името Ентърпрайз, е звездолет от клас „Екселсиор“.

## История

### Построяване и първи изпитания
Екселсиор (NX-2000) е замислен в началото на 80-те години на 23 век едновременно като прототип на нов клас звездолети и основно средство за изпитание на редица технологични нововъведения, поради което корабът получава прозвището „Великият експеримент“. Централно място сред експерименталните технологии заема моделът на нов двигател считан за революционен поради способността да преодолее ограниченията на традиционните свръхсветлинни двигатели и да постигне скорости считани дотогава за невъзможни.
През 2285 г. Екселсиор е построен и почти готов за първите си изпитания. С цел да се спази графика командващият кораба капитан Стаилс успява да издейства назначаването на Монтгомъри Скот на поста главен механик на Екселсиор, въпреки нескритото недоволство на последния. В резултат „Великият експеримент“ се проваля още при първата си задача (да преследва и залови отвлечения от адмирал Джеймс Т. Кърк USS Ентърпрайз) именно поради саботиране на експерименталния двигател от г-н Скот.(Стар Трек III: В търсене на Спок)
След този провал Екселсиор е принуден да остане в космически док в орбита около Земята. През 2286 г. на кораба е наредено да пресрещне непозната извънземна сонда, която обаче неутрализира всичките му енергийни системи преди той да напусне космическия док. Несполуките на експерименталния звездолет затвърждават негативното отношение на г-н Скот, който нарича Екселсиор „кофа с болтове“. (Стар Трек IV: Пътуване към вкъщи). Вследствие поне до 2287 г. Екселсиор бива ремонтиран изцяло като считания вече за провал експериментален двигател е заменен с ковенционален, мостикът и товарното му отделение са преустроени, което налага изменения по частта на кораба около импулсните двигатели. След преустройството си корабът е приет на активна служба във флот и получава регистрационен номер NCC-2000.

### Три годишна мисия
През 2290 г. за капитан на Екселсиор е назначен Хикару Сулу, а коръбът е изпратен на тригодишна мисия с цел каталогизиране на планетарни газови аномалии в квадрант Бета.
През 2293 г. след края на тригодишната мисия, при завръщането на Екселсиор към територията на Федерацията корабът попада на пътя и под удара на мощна подпространствена ударна вълна породена от експлодирането на клингонската луна Праксис. След като звездолетът успява да премине през вълната капитан Сулу незабавно предлага Екселиор да помогне на клингонското Главно командване, но всякаква помощ е отказана. След това Сулу информира командването на Звездния флот за случилото се.(Стар Трек VI: Неоткритата страна)
След арестуването на Джеймс Т. Кърк и Ленард МакКой, по обвинениe в убийство на клингонския канцлер Горкон, по заповед на капитана си Екселсиор се насочва към столицата на Клингонската империя с цел да спаси старите колеги и приятели на Сулу. Докато корабът се опитва да се промъкне през мъглявината Азура в имперската територия, той бива пресрещнат от клингонски линеен крайцер командван от капитан Канг. Все пак Екселсиор преодолява тази пречка като изстрелва позитронен лъч в мъглявината, предизвиквайки термохимична реакция, която успява да неутрализира кораба на Канг за известно време. Продължавайки по пътя си към столицата на империята обаче Сулу е пресрещнат и атакуван от три клингонски линейни крайцера, които принуждават Екселсиор да се оттегли в територия контролирана от Федерацията. (Стар Трек VI: Неоткритата страна, Стар Трек: Вояджър)
Скоро след тази неуспешна акция Екселсиор се притича на помощ на USS Ентърпрайз-А в орбита на планетата Китомер, където двата звездолета успяват да унищожат кораба на генерал Чанг и осуетят убийството на президента на Федерацията. Развоят на събитията подпомага успешното завършване на конференцията провеждаща се на Китомер и полага началото на нова ера в отношенията между Федерацията и Клингонската империя. (Стар Трек VI: Неоткритата страна)

### По-нататъшна служба
Веднъж доказал се в бой Екселсиор продължава да бъде действащ кораб в Звездния флот дълго след настъпването на 24 век, като през 2370 г. патрулира границата между Федерацията и Кардасианския съюз. През тази година корабът участва в издирването на изчезналия USS Хера. (Стар Трек: Следващото поколение)

## Екипаж

### Командващ офицер
- капитан Лоурънс Стаилс (2285 г.) (Стар Трек III: В търсене на Спок)
- капитан Хикару Сулу (2290 г.) (Стар Трек VI: Неоткритата страна)

### Офицер по комуникациите
- младши командир Джанис Ранд (2290 г.) (Стар Трек VI: Неоткритата страна, Стар Трек: Вояджър)

### Научен офицер
- младши командир Дмитрий Валтейн (2290 г.) (Стар Трек VI: Неоткритата страна, Стар Трек: Вояджър)
- мичман втори ранг Тувок (2290 г.) (Стар Трек: Вояджър)